# Matching (Partnervermittlung)
Matching oder Matchmaking bezeichnet eine Methode einer Partnervermittlung im Internet. Nachdem Singles bei der Partnervermittlung einen Fragebogen bearbeitet haben, werden die Antworten ausgewertet und mit den Antworten von anderen Singles abgeglichen. Unter Zuhilfenahme eines Algorithmus, der bei jeder Partnervermittlung etwas anders ist, werden dann diejenigen Singles herausgesucht, die einander mutmaßlich gut ergänzen. Beide Singles erhalten dann das jeweils andere Profil als Partnervorschlag und können entscheiden, ob sie Kontakt wünschen. Matching bezeichnet also der Prozess der Findung solcher gut zusammenpassender Single-Paare.
In der Regel bekommen Mitglieder einer Online-Partnervermittlung Partnervorschläge mit der Angabe, wie gut sie aufgrund des Matching-Ergebnisses zueinander passen. Diese sogenannten Matching-Punkte haben meist eine Skala von 1 (schlecht) bis ca. 100 (perfekt). Erst ab einem gewissen Wert (bspw. 75) wird von der Vermittlung ein Partnervorschlag unterbreitet. Jede Partnervermittlung hat hier andere Schwellenwerte.
Auch einige Singlebörsen nutzen ein Matching-Verfahren, um ihren Mitgliedern Partner vorzuschlagen.